# Јосип Покупец
Јосип Покупец (1913— ?) је бивши југословенски бициклистички репрезентативац, специјалиста за друмски бициклизам. Био је члан Бициклистичког клуба Сокол из Загреба.
Учествовао је на Летњим олимпијским играма 1936. у Берлину се такмичио поједниначно и екипно у друмској трци. Екипу се такмичила у саставу: Аугуст Просеник, Фрањо Гартнер, Иван Валант и Јосип Покупец. Трку је завршио у обе дисциплине, са непознатим временом.
Био је првак Југославије 1938. када је на стази Љубљана — Загреб (144 км) победио резултатом 4:14:47. Следеће године на истој стази само у обрнутом правцу био је трећи са 4:20,35